# لي ستافورد
لي ستافورد (بالإنجليزية: Lee Stafford)‏ هو مصفف الشعر بريطاني، ولد في 17 أكتوبر 1966 في لي أون سي ‏ في المملكة المتحدة.

## وصلات خارجية
- الموقع الرسمي